# Нигу
Нигу (англ. Nigu River) — река в северной части штата Аляска, США. Приток реки Этивлук. В административном отношении протекает по территории боро Норт-Слоп и Нортуэст-Арктик. Длина реки составляет 113 км.
Берёт начало в районе перевала Имактурок на северном склоне хребта Брукса к западу от национального парка Гейтс-оф-те-Арктик. Течёт преимущественно в северо-западном направлении и впадает в реку Этивлук примерно в 40 км к северо-западу от перевала Ховард. На всём своём протяжении река Нигу течёт через глухую местность, удалённую от населённых пунктов.